# Party People (スガシカオの曲)
「Party People」（パーティー ピープル）は、スガシカオの25枚目のシングル。2009年7月15日発売。

## 解説
- 「初回生産限定盤（DVD付）」「通常盤」の2種同時リリース。
- 初回生産限定盤には、2008年に行われたツアー「FUNK FIRE '08」の最終公演からライブ映像を収録。
- 当初は7月8日発売予定だったが、諸般の事情により7月15日に変更された。

## 収録曲

### CD
（全作詞・作曲：スガシカオ）
1. Party People
2. ぬるいビール
3. TOKYO LIFE
  - 積水ハウス「シャーメゾン」CMソング

### DVD
1. OPENING
2. Thank You
3. NOBODY KNOWS
4. フォノスコープ
5. 黄金の月
6. 13階のエレベーター
7. Go!Go!
8. たとえば朝のバス停で
9. Call My Name
10. FUNKAHOLiC
11. SWEET BABY
12. 19才
13. リンゴ・ジュース
14. 奇跡
15. イジメテミタイ
16. 午後のパレード
17. ストーリー

## 収録アルバム
- FUNKASTiC (#1)
- SugarlessII (#2, #3)
- BEST HIT!! SUGA SHIKAO -2003〜2011- (#1)